# 門脇勝太郎
門脇 勝太郎（かどわき かつたろう、1898年（明治31年）10月18日 - 1969年（昭和44年）11月19日）は、大正から昭和期の実業家、政治家。衆議院議員（1期）。

## 経歴
鳥取県東伯郡倉吉町越中町（現倉吉市越中町）で資産家、酒造業の門脇猪蔵の長男として生まれる。早稲田大学政治学科卒。
「菊水」の銘柄で酒造業を営む。その他、大東京小売市場組合主事、東京婦人子供服小売商業組合理事長、東京都繊維製品統制理事、全国繊維製品小売商連合会理事長、全国衣料品小売商協会理事長、全装商事社長、日本洋装協会会長、中央技能検定協会理事などを務めた。
1949年（昭和24年）1月、第24回衆議院議員総選挙に鳥取県全県区から民主自由党公認で出馬して当選し、衆議院議員に1期在任した。
1969年（昭和44年）11月19日死去、71歳。死没日をもって勲三等瑞宝章追贈、正五位に叙される。

## 国政選挙歴
- 第22回衆議院議員総選挙（鳥取県全県1区、1946年4月、日本自由党公認）落選[8]
- 第23回衆議院議員総選挙（鳥取県全県区、1947年4月、日本自由党公認）落選[9]
- 第24回衆議院議員総選挙（鳥取県全県区、1949年1月、民主自由党）当選
- 第25回衆議院議員総選挙（鳥取県全県区、1952年10月、自由党）落選[6]
- 第26回衆議院議員総選挙（鳥取県全県区、1953年4月、自由党）落選[6]
- 第28回衆議院議員総選挙（鳥取県全県区、1958年5月、無所属）落選[6]

## 親族
- 先妻 門脇文子（伯爵、陸軍少将長谷川猪三郎三女。離縁）[10][11]